# Clystea sanctula
Clystea sanctula là một loài bướm đêm thuộc phân họ Arctiinae, họ Erebidae.